# Enrique Benítez Reyes
Enrique Benítez Reyes (Puebla, Puebla, 5 de enero de 1887-Puebla, Puebla 1977) fue un empresario, industrial, filántropo y benefactor poblano, impulsor de varias instituciones educativas, culturales y de beneficencia.  Fue el propietario del ex molino de Huexotitla, que hasta 1979 era el molino activo más antiguo de América.

## Formación
Llevó a cabo sus estudios en la Escuela Modelo de la Ciudad de Puebla terminándolos en el año de 1899.  La educación superior la curso en el Colegio del Estado pero al iniciar sus estudios profesionales los abandono por atender los negocios particulares de su padre don Ramón Benítez Landa que por entonces sufrían perdidas y a los que rápidamente ayudó a estabilizar.  Aprendió mecánica y ebanistería elaborando muebles de notable factura, actividades que nunca fueron su modus vivendi.  En su paso por el Colegio del Estado conoció a los ilustres médicos y poetas Rafael Cabrera y Alfonso G. Alarcon.

## Trayectoria empresarial y pública
Dirigió y administró el Molino de Huexotitla, el más antiguo de la República, y en este ramo fue presidente de la Cámara de Harineros y a través de ella buscó el mejoramiento de esa industria, no solo en beneficio de los agremiados sino del pueblo en general.  Como miembro del Ayuntamiento aportó su ayuda para dotar a la ciudad de Puebla del más moderno alumbrado.  En la función pública fue miembro del consejo de varios bancos y de asociaciones patronales de la ciudad de Puebla.

## Labor filantrópica
A través del grupo literario Bohemia Poblana A.C., de la que fue mecenas y presidente honorario por varias décadas, patrocinó numerosas obras literarias, científicas y culturales entre las que se pueden citar: "Cantos Sencillos" versos del doctor. Alfonso G. Alarcon; la tercera edición de "Presagios" del Dr. Rafael Cabrera y muchas de las obras del historiador Enrique Cordero y Torres.  Así mismo sostuvo la publicación mensual del mencionado grupo literario. 
A su iniciativa se debe la creación de parques públicos tales como el jardín "Lic. Enrique Gómez Haro y el monumento y jardín al poeta presbítero Federico Escobedo Tinoco con la participación de los poblanistas don Leopoldo Sanchez y el escritor doctor Domingo Couoh Vázquez.  Fue uno de los fundadores y presidente del "Centro de Estudios Históricos de Puebla".  Fue miembro del patronato de la Universidad Autónoma de Puebla.  Fue miembro activo de la Sociedad Mexicana de Cultura del Distrito Federal y de la Sociedad Mexicana de Arte y Ciencias Cívicas y consejero honorario del grupo "Letras" del Estado de México.
Fundó y sostuvo por muchos años el instituto normal "Enrique Benítez" cuyo personal docente y alumnado impuso su nombre en gratitud.
Donó el terreno para el Colegio "América", antes Colegio Teresiano, para el cual obtuvo un amplio crédito para su construcción.  Reservó un terreno en el cual construyó la "Sección A" del mismo Colegio para niñas de pocos recursos económicos.  En el poblado barrio del Refugio edificó una escuela primaria que sostuvo hasta su muerte y que lleva su nombre impuesto por los vecinos del barrio.

### Fraccionamiento Huexotitla
Los terrenos aledaños a su molino y a las márgenes del río San Francisco los donó tanto para la creación del fraccionamiento Huexotitla, ejemplo de planeación urbana, como para el abovedamiento del mencionado río, renunciando con ello a la concesión de las aguas para el molino de Huexotitla que había gozado por más de doscientos años, donación que hizo para beneficio de la ciudad de Puebla.
Otorgó cantidades de dinero para sostener otras escuelas de la ciudad entre ellas el "Marillac" y el IPECYT (Instituto Enrique Cordero y Torres).